# Malese Jow

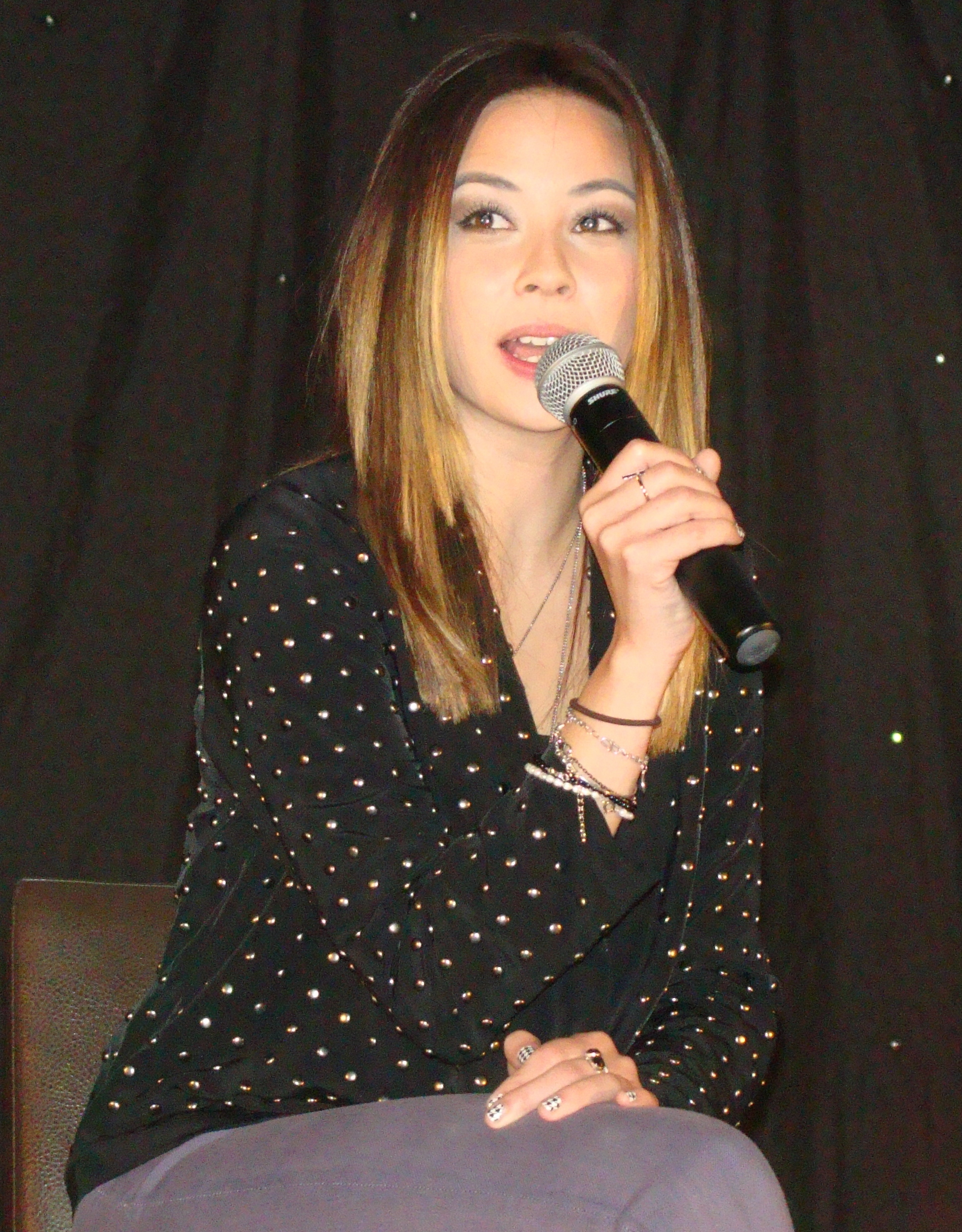
Malese Jow, 2012.

Malese Jow, född 18 februari 1991 i Tulsa i Oklahoma, är en amerikansk sångerska och skådespelerska. Hon medverkade som vampyren Anna i The Vampire Diaries och i Big Time Rush som Lucy Stone.

## Filmer
- Bratz: The Movie - Quinn
- Mother Goose Parade - Mindre biroll
- Aliens in the Attic - Mindre biroll
- You're So Cupid! - Huvudroll
- The Social Network - Alice Cantwel
- Immoral Prodigy - Mindre biroll
- Plastic 2014 - Beth
- Presumed Dead in Paradise - huvudroll Madison

## Tv-serier
- Barney & Friends - Gäst
- Dellaventura - Mindre biroll
- Next Big Star - Biroll
- The Brothers García - Biroll
- Unfabulous
- All That
- Wizards of Waverly Place - Gäst
- The Young and the Restless
- iCarly - Tvilling till Carly. (1 avsnitt)
- The Secret Life of the American Teenager
- Hannah Montana
- House of Jazmin
- Leverage
- The Vampire Diaries
- The Troop
- Shelter
- Desperate Housewives
- Big Time Rush
- CSI: Miami
- Star-Crossed